# Rhodoleia parvipetala
Rhodoleia parvipetala är en trollhasselart som beskrevs av Tong. Rhodoleia parvipetala ingår i släktet Rhodoleia och familjen trollhasselfamiljen. Inga underarter finns listade i Catalogue of Life.

## Bildgalleri

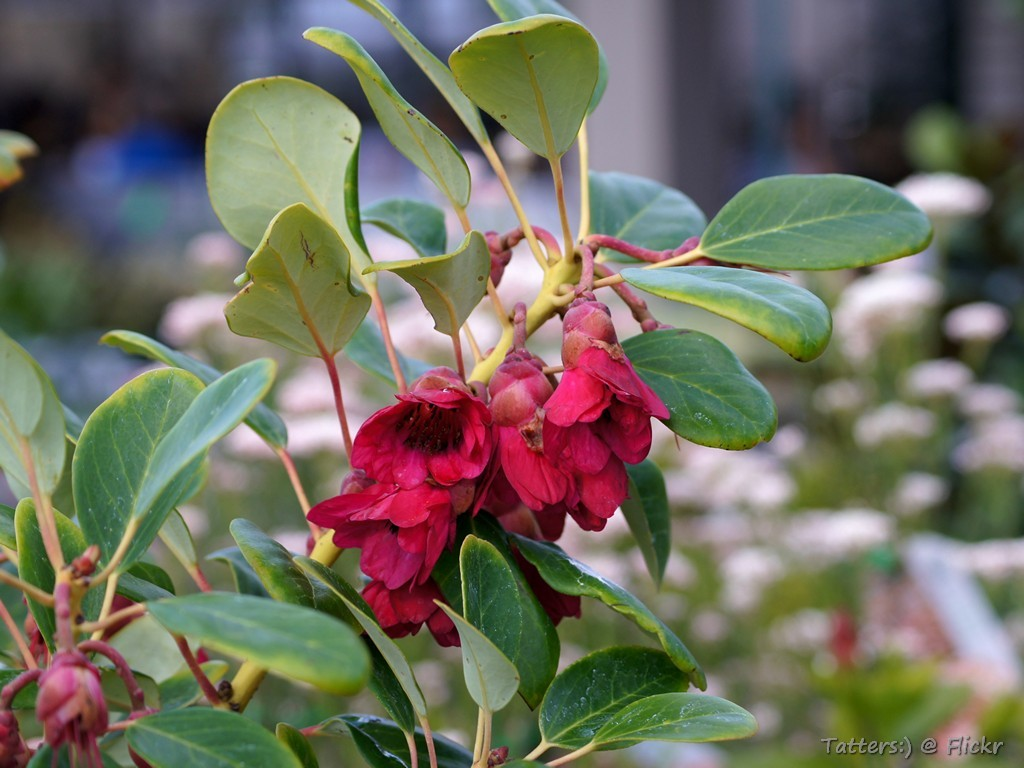
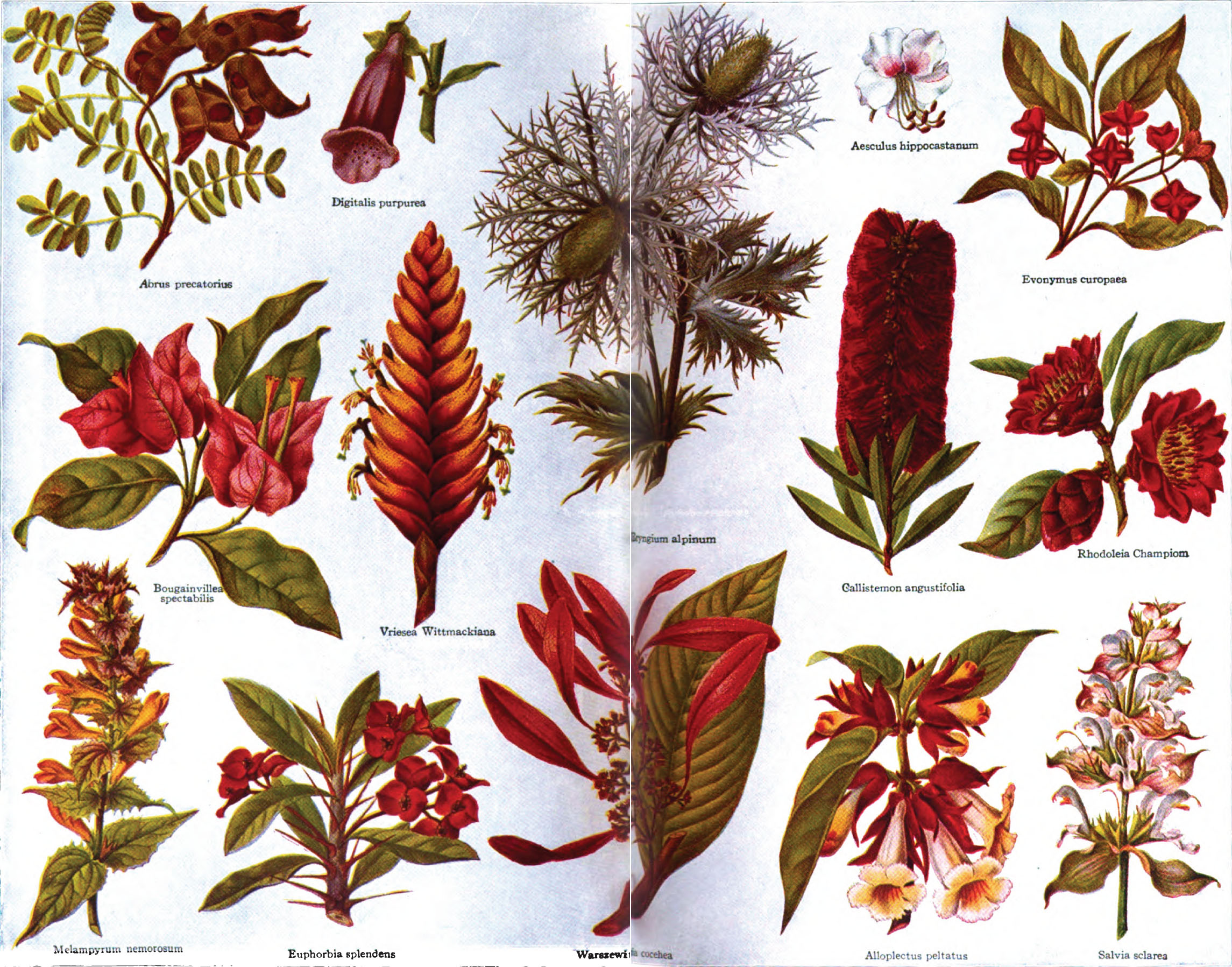
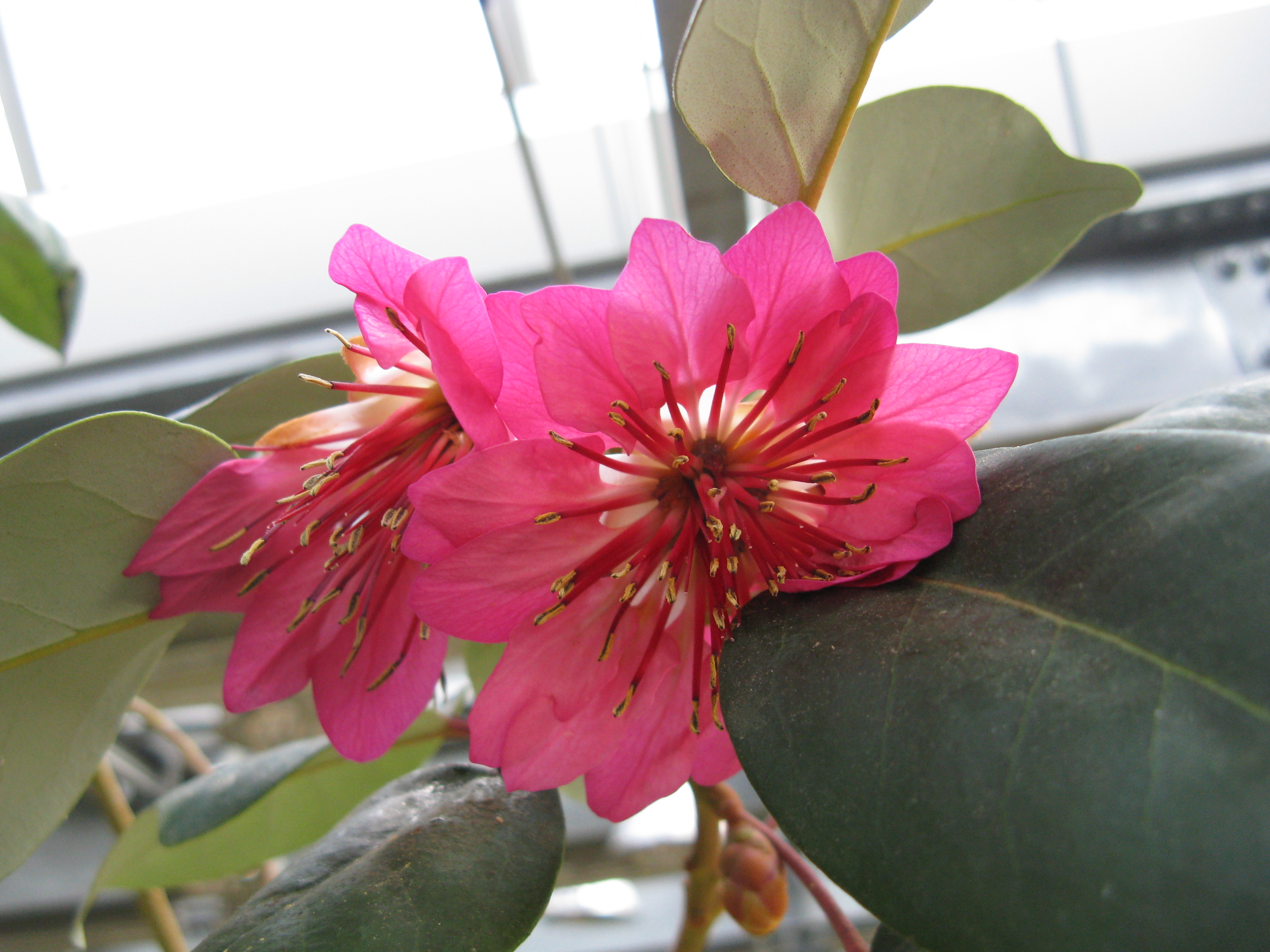
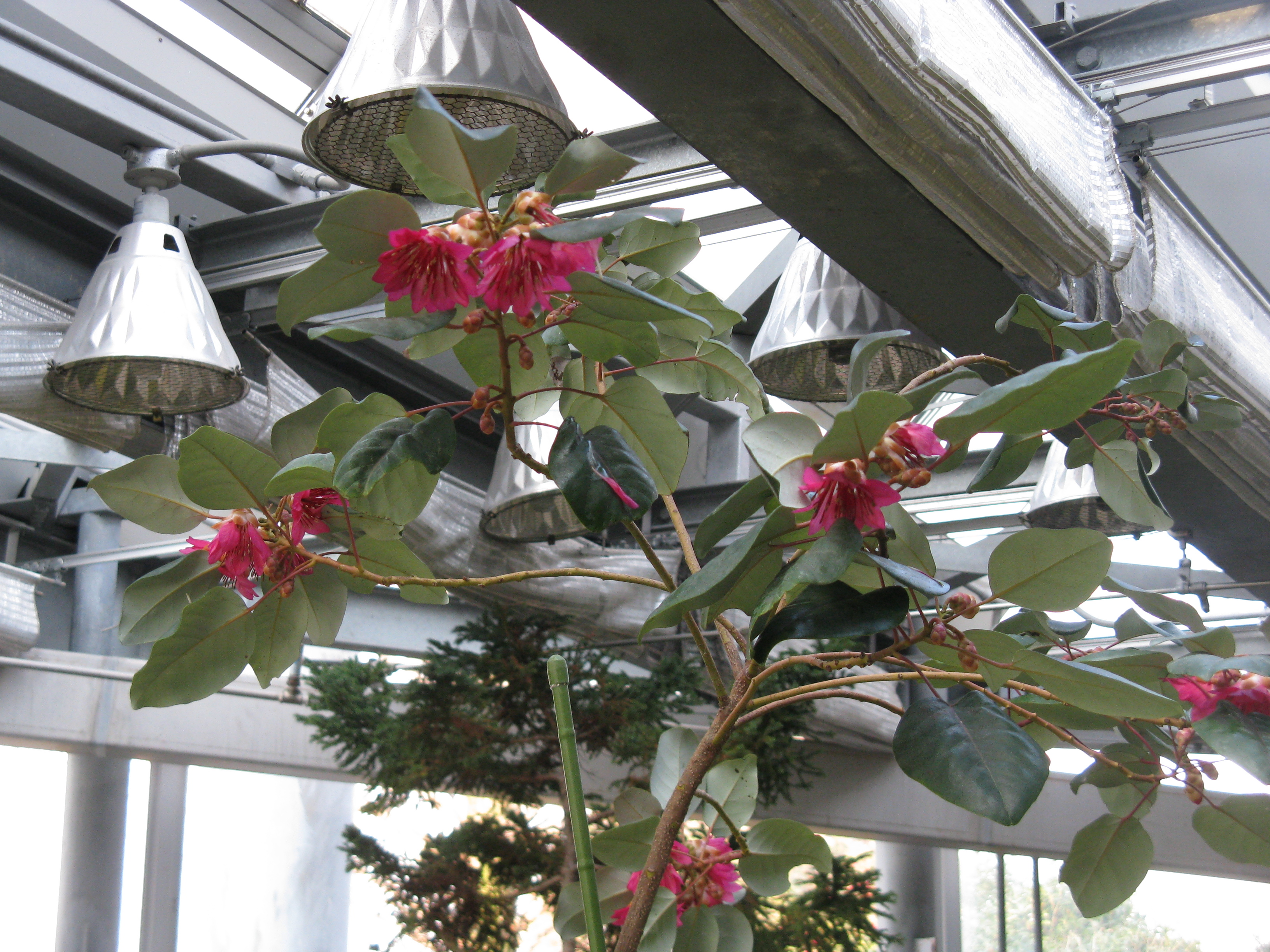